# DNA-Chip-Technologie

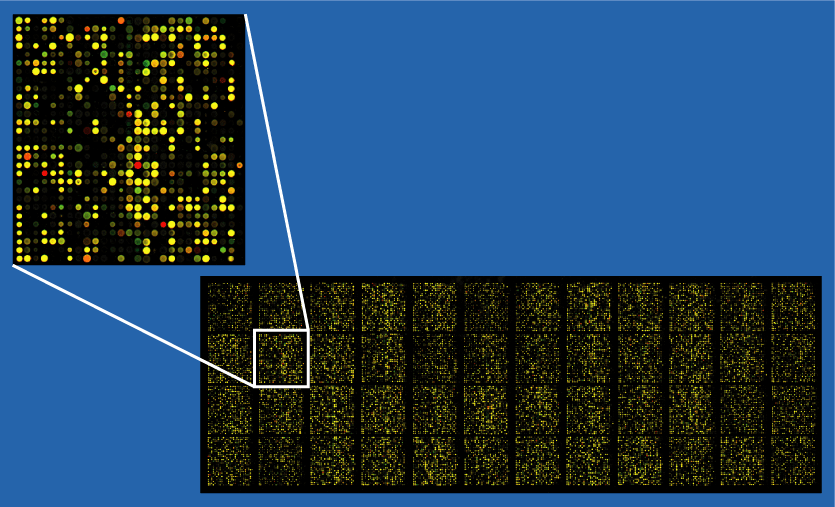
Beispiel eines DNA-Chip mit etwa 40.000 Testfeldern.

Die DNA-Chip-Technologie (synonym DNA-Microarray) ist eine biochemische und bioinformatische Methode zur Bestimmung von Mengen unterschiedlicher DNA. Sie ist eine Variante des Microarrays (synonym Chip) mit DNA.
Microarrays dienen vor allem der Bestimmung relativer Änderungen der Genexpression. Eigentlich werden die Unterschiede in der Menge der mRNA aus zwei verschiedenen, behandelten Zellen gemessen. Da DNA aber viel robuster als RNA ist, nutzt man Reverse Transkriptase, um aus der zellulären RNA cDNA zu gewinnen. Diese bindet dann an die immobilisierten DNA-Sonden auf DNA-Chips.

## Eigenschaften
Die DNA-Chip-Technologie nutzt unter anderem Techniken der Halbleitertechnik, um bekannte Gene auf ein fingernagelgroßes Plastik- oder Glasplättchen, den Microarray, als Gensonden aufzubringen. Jedes Testfeld auf einem Microarray trägt eine definierte Sequenz. Durch Inkubation mit Fluoreszenz-markierter DNA in Lösung werden die Stellen mit gebundener DNA auf dem Microarray und somit die DNA-Sequenz identifiziert. Dadurch kann die Genexpression eines Genoms und Änderungen darin gemessen werden.
Mit dem seit Ende der 1980er Jahre von Stephen P. A. Fodor entwickelten Verfahren können über 100.000 bekannte Gene in zu untersuchenden Patientenproben aus verschiedenen Geweben identifiziert werden. Die einzelnen Felder des Microarray sind mit einzelsträngigen DNA-Stücken (als cDNA) beschichtet. Microarrays dienen der Bestimmung relativer Änderungen der Genexpression. Sie können aber auch zur Genotypisierung eingesetzt werden. Durch Zugabe der mit einem roten und grünen Fluoreszenzfarbstoff markierten Untersuchungsproben binden diese bei komplementärer Basenabfolge an die DNA im Chip. Die Position, Intensität und Wellenlänge der entstehenden Mischfarbe werden mit einer hochauflösenden Laserkamera detektiert und liefern Informationen über Unterschiede in der Expression der Gene zwischen den beiden Proben, z. B. in verschiedenen Organbereichen.
1994 brachte die Firma Affymetrix mit dem „HIV Gene Chip“ den ersten kommerziell erhältlichen DNA-Chip auf den Markt. Heute gibt es für einen breiten Anwendungsbereich spezielle Arrays für Genomische DNA, Plasmide, PCR-Produkte und lange Oligonukleotide.

## Oberflächenchemie der Chips
Oft arbeitet man mit Aldehydslides, bei denen an der Oberfläche der Chips Aldehydgruppen angebracht sind, die die aminomodifizierten Oligonukleotide über eine Iminbildung binden (kovalente Bindung).
- Epoxymodifizierte Slides: aminomodifizierte Oligos binden an der Epoxidgruppe unter Bildung eines Amins.
- Streptavidin-modifizierte Slides: Biotin-modifizierte Oligos binden an dem Protein. (Das Tetramer Streptavidin besitzt vier Bindungsstellen, die je ein Biotin binden können)
- NHS-Slides: Diese Slides sind mit NHS-Estergruppen beschichtet. Durch ein aminomodifiziertes Oligo bildet sich ein Amid (NHS = N-Hydroxysuccinimid).
- Aminoslides: unmodifiziertes Oligo bindet an einer unbestimmten Stelle, während der Bestrahlung mit Licht im UV-Bereich (unbestimmte Reaktion).